# یووای سکستان
یووای سکستان یک ستاره است که در صورت فلکی سکستان قرار دارد.